# Église Sainte-Thérèse du Val-Vert
Pour les articles homonymes, voir Église Sainte-Thérèse.
L'église Sainte-Thérèse du Val-Vert est un monument situé dans la ville du Puy-en-Velay dans le département de la Haute-Loire.

## Histoire
Édifiée au début des années 1960 dans un nouveau quartier au sud du Puy-en-Velay, l’église Sainte-Thérèse surprend, à l’époque, par la modernité de son architecture.
L’église Sainte-Thérèse du Val-Vert est construite Par l'entreprise Lachaume entre 1961 et 1963 par l’architecte dijonnais Jacques Prioleau.
Un petit fragment de la piscine probatique de Jérusalem est rapporté par Monsieur LACHAUME, entrepreneur en maçonnerie, et incrusté dans un mur du baptistère.

## Description
Son architecture, simple, sévère et sans décor, répond à une volonté d’harmonisation avec l’habitat modeste du nouveau quartier. Accolé à un clocher carré et ajouré, l’édifice est étagé sur trois niveaux pour tenir compte de la dénivellation du terrain. Les façades en béton brut, non porteuses, font une large place aux verrières dessinées par Léon Zack.
L’édifice repose en effet sur quatre piliers en béton qui soutiennent une charpente en fer couverte de cuivre. Le sol est dallé d’ardoises, le plafond et les murs sont revêtus de lambris de pin. A l’exception du panneau de batik couvrant le fond du chœur, dessiné par Léon Zack, les éléments de décor et de mobilier intérieurs ont été conçus et réalisés par le sculpteur ponot Philippe Kaeppelin : la cuve baptismale en granit noir, l’autel également en granit, gravé puis revêtu d’un bas relief en étain, les bénitiers, le Christ de gloire en cuivre brut, le tabernacle à porte de bronze doré...  A l’entrée, précédant le sanctuaire, un patio arboré est entouré du baptistère, du dépôt mortuaire et d’une chapelle dédiée à Sainte-Thérèse.

## Protection
L'église en totalité est inscrite au titre des monuments historiques par arrêté du 14 juin 2002.